# Данилино (деревня)
Данилино — деревня в Жарковском районе Тверской области. Входит в состав Жарковского сельского поселения (центр — деревня Зеленьково).

## История
На топографической карте Фёдора Шуберта 1867 — 1901 годов обозначена деревня Даниленки. Имела 11 дворов.
На карте РККА 1923—1941 годов обозначена деревня Даниленки. Имела 41 двор.
До 2005 года деревня являлась административным центром упразднённого в настоящее время Жарковского сельского округа.

## География
Деревня расположена в 32 километрах к северу от районного центра, посёлка городского типа Жарковский. В трёхстах метрах к югу от деревни находится озеро Жарки (бассейн Велесы). Ближайший населённый пункт — деревня Лукьяново.
Улицы
В деревне три улицы:
- улица Приозерная
- улица Тихая
- улица Центральная

Часовой пояс
Деревня Данилино, как и вся Тверская область находится в часовой зоне МСК (московское время). Смещение применяемого времени относительно UTC составляет +3:00.

## Население
| 2010 |
| ---- |
| 83   |

В 2002 году население деревни составляло 129 человек.
Национальный состав
Согласно результатам переписи 2002 года, в национальной структуре населения русские составляли 91 % от жителей.